# Furia (serie televisiva)
Furia o Furia cavallo del West, (Fury) è una serie televisiva statunitense trasmessa per la prima volta dal 1955 al 1960. Il titolo italiano deriva dalle parole della sigla; negli USA la serie è stata ribattezzata "Brave Stallion" nelle riedizioni successive.
Le prime serie televisive ad avere come protagonista un attore bambino si incentravano tutte sul legame stabilitosi tra un ragazzino ed il suo cane. Così era stato con Tommy Rettig in Lassie (1954-1957) e Lee Aaker in Le avventure di Rin Tin Tin (1954-1959). Nel settembre del 1955 furono lanciate due nuove serie televisive: Le avventure di Campione con Barry Curtis e Frida con Johnny Washbrook, che riproducevano la stessa formula legata però alla figura di un cavallo. Non durarono che lo spazio di una stagione; entrambe furono spazzate via dall'ultimo arrivato (ottobre 1955) per l'immediato e straordinario successo che Bobby Diamond e il suo cavallo "Fury" ebbero sullo schermo.
Singolarmente, in tutte queste serie televisive che avevano per protagonista un ragazzino e il suo cavallo o il suo cane (o entrambi), con l'unica eccezione di Frida il piccolo protagonista era sempre un orfano (o di padre o di madre o di entrambi).

## Trama
La serie narra la storia di Furia, un cavallo morello protagonista di numerose avventure nel Far West. All'inizio della serie Furia viene catturato assieme ad altri cavalli selvaggi da Jim, che tuttavia non riesce a domarlo. Solo Joey, un ragazzo orfano appena adottato da Jim, lo doma, conquistandosi l'affetto dello stallone; Furia gli permette di cavalcarlo e all'occorrenza lo aiuta e lo difende.

## Personaggi e interpreti
- Jim Newton, interpretato da Peter Graves, doppiato da Gigi Proietti e da Paolo Poiret. Proprietario della fattoria Broken Wheel Ranch dove si svolgono le vicende e padrone di Furia .
- Joey Newton, interpretato da Robert Diamond, doppiato da Massimiliano Manfredi (seconda voce). Figlio adottivo di Jim, amico e fantino di Furia.
- Rodney "Pee Wee" Jenkins, interpretato da Jimmy Baird, doppiato da Giuppy Izzo (seconda voce). Un altro amico di Joey
- Pete Wilkey, interpretato da William Fawcett, doppiato da Armando Bandini e da Gianfranco Bellini. Un anziano aiutante della fattoria.
- Packy Lambert, interpretato da Roger Mobley. Amico di Joey.

Accanto al protagonista Robert Diamond e ai suoi amici Roger Mobley e Jimmy Baird, come lui parte del cast, altri attori bambini partecipano occasionalmente alla serie come guest stars, inclusi Donald MacDonald (1.03), Sammy Ogg (1.11), Stuffy Singer (1.18), Billy Chapin (1.21; 5.09), Shelley Fabares e Peter Votrian (2.14).

## Produzione
La serie fu prodotta da Television Programs of America (TPA) dal 1955 al 1958 e da Incorporated Television Company (ITC) dal 1958 al 1960. Fu girata nel Ray Corrigan Ranch nella Simi Valley, in California, e nell'Iverson Ranch, a Los Angeles. Per il ruolo di Furia fu usato un cavallo di nome Highland Dale, addestrato dal suo proprietario Ralph McCutcheon che lo soprannominò Beauty, ed altri quattro cavalli nel ruolo di controfigure.

### Registi
Tra i registi sono accreditati:
- Ray Nazarro in 23 episodi (1955-1960)
- Lesley Selander in 4 episodi (1957-1958)
- Sidney Salkow in 3 episodi (1955)
- Oscar Rudolph in 2 episodi (1955)
- James Tinling in 2 episodi (1959)

### Sceneggiatori
Tra gli sceneggiatori sono accreditati:
- Nat Tanchuck in 9 episodi (1955-1959)
- Melvin Levy in 7 episodi (1955-1956)
- Fran Greenlin in 5 episodi (1958-1960)

## Distribuzione
La serie fu trasmessa dalla NBC durante la prima visione, ed in seguito ritrasmessa negli Stati Uniti fino al 1966, e venne distribuita negli anni sessanta e settanta dalla ITC Entertainment, che inoltre produceva la serie.
La prima trasmissione in lingua italiana è della TV Svizzera, che mandò in onda la serie a partire dal 1º novembre 1966 con l'episodio La cattura di Furia. Nel 1967, la serie approdò sul canale Nazionale della Rai (l'odierna Rai 1) che mantenne il titolo datole dalla Tv Svizzera, Furia. A metà anni '70, la Rai replicò la serie con il nuovo titolo di Furia cavallo del west, e dal 1977 venne trasmesso sulla Rete 1 (l'attuale Rai 1). Il telefilm fu reso famoso in quegli anni anche grazie alla sigla italiana scritta da Luigi Albertelli con Guido e Maurizio De Angelis e cantata da Mal.

## Episodi
| Stagione         | Episodi | Prima TV originale | Prima TV Italia |
| ---------------- | ------- | ------------------ | --------------- |
| Prima stagione   | 26      | 1955-1956          |                 |
| Seconda stagione | 20      | 1956-1957          |                 |
| Terza stagione   | 26      | 1957-1958          |                 |
| Quarta stagione  | 23      | 1958-1959          |                 |
| Quinta stagione  | 21      | 1959-1960          |                 |

## Sigle
Esistono due sigle italiane del programma, per la prima e la seconda serie, incise entrambe da Mal:
- 1977 - Furia (Dischi Ricordi,SRL 10833)
- 1978 - Furia soldato (Dischi Ricordi, SRL 10838)

La serie fu replicata nei primi anni ottanta sulle reti Fininvest, con una sigla differente intitolata Furia nero black e interpretata da Jack Basehart. Nelle repliche su Rai 2 del 1992 fu invece impiegata la sigla Furia 92 cantata da Luca Sardella.

## Film e distribuzione in DVD
Nel 1977 fu distribuito nella sale italiane un film di montaggio intitolato Le nuove avventure di Furia composto da alcuni episodi della serie, montati insieme da Giorgio De Vincenzo e appositamente ridoppiati. Nel 2008 viene distribuito dalla Stormovie e nel 2014 dalla Quadrifoglio entrambe in DVD.